# Bede BD-8
Le Bede BD-8 est un avion de voltige monoplace américain. 
Ce monoplan à aile basse et train classique fixe aux allures de racer fut développé au milieu des années 1970 pour répondre aux nouveaux standards de la voltige aux États-Unis, l’idée étant d’associer les avantages du monoplan et les éléments éprouvés des biplans Pitts. Le fuselage était de construction métallique, comme les empennages, la voilure réalisée en matériaux composites. Cet appareil devait recevoir un stabilisateur monobloc dont chaque élément était couplé à l’aileron situé du même côté pour améliorer le taux de roulis en évolution verticale. Le moteur prévu était un Lycoming de 200 ch.
Mis en chantier en 1974, deux prototypes était en construction chez Bede Aircraft au moment où l’entreprise fut déclarée en faillite en 1977. Ils furent vendus en l’état. Mike Huffman, propriétaire de la société Sport Aviation Specialities de Lawrenceville, Géorgie, fut le premier à achever son appareil (N88DH, c/n 2), qui effectua son premier vol le 12 mai 1980 avec un moteur Lycoming IO-360 de 160 ch et un stabilisateur monobloc mais non asservi aux ailerons. Le second exemplaire [N8BD, c/n 8-0001] a pris l’air en 1985. Ces deux appareils semblaient toujours voler début 2010 aux États-Unis.